# Eretmocerus
Genre
Eretmocerus est un genre d'hyménoptères de la famille des Aphelinidae.

## Liste d'espèces
Selon NCBI (21 juil. 2011) :
- Eretmocerus cocois
- Eretmocerus desantisi
- Eretmocerus eremicus
- Eretmocerus hayati
- Eretmocerus mundus
- Eretmocerus orchamoplati
- Eretmocerus queenslandensis
- Eretmocerus warrae

Eretmocerus mundus parasite la mouche blanche B. tabaci

Eretmocerus cocois Delvare sp. n. (Hymenoptera, Chalcidoidea) parasite Aleurotrachelus atratus
Eretmocerus eremicus(Hymenoptera: Aphelinidae) parasite la mouche blanche